# Marina de Juan Gallach
Marina de Juan Gallach (* 26. November 1993 in Valencia) ist eine ehemalige spanische Squashspielerin. 

## Karriere
Marina de Juan Gallach spielte erstmals 2014 auf der PSA World Tour. Ihre beste Platzierung in der Weltrangliste erreichte sie mit Rang 107 im Mai 2018. Mit der spanischen Nationalmannschaft nahm sie mehrfach an Europameisterschaften teil, ihr Debüt gab sie 2012. Bei Weltmeisterschaften stand sie 2012, 2014 und 2016 im Kader.